# Confédération des syndicats autonomes du Bénin
Pour les articles homonymes, voir Confédération des syndicats autonomes.
 (août 2024).
Si vous disposez d'ouvrages ou d'articles de référence ou si vous connaissez des sites web de qualité traitant du thème abordé ici, merci de compléter l'article en donnant les références utiles à sa vérifiabilité et en les liant à la section « Notes et références ».
La Confédération des syndicats autonomes du Bénin (CSA Bénin) est une confédération syndicale béninoise affiliée à la Confédération syndicale internationale. Elle est apparue dans les années 1990 avec le multipartisme.

## Liste des responsables historiques
Anselme Amoussou, 20 décembre 2017, lors cinquième congrès ordinaire,, 
Dieudonné Lokossou, 2007 à 2017; 